# Koń tierski

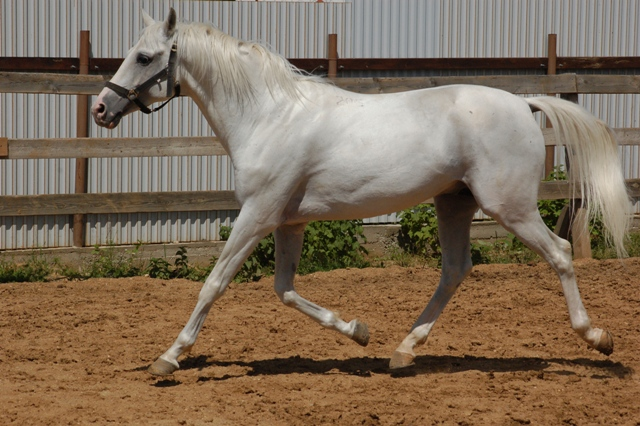
Ogier Basilick

Koń tierski – jedna z ras konia domowego hodowanego w typie lekkiego konia kawaleryjskiego w Rosji z kontynuacją w ZSRR. 
Jest to koń kozacki o umaszczeniu srebrzysto-siwym. Pochodzi z Kaukazu. W XIX w. ich hodowlę rozwinął hrabia Strowanow, a w latach 20. XX w. hodował je marszałek Siemion Budionny, z którego polecenia uszlachetniono je polskimi arabami ze stadniny w Janowie Podlaskim (Mammona i Ofir) i węgierskimi ze stadniny w Babolnej, oraz końmi pełnej krwi angielskiej. Konie tierskie w 1948 uznano za rasę.
Konie tierskie użytkowane są głównie pod siodło i wyróżniają się raczej umaszczeniem niż wymiarami. Są wybitnymi końmi sportowymi szczególnie w skokach przez przeszkody i rajdach długodystansowych.